# أولزاس أورازالييف
أولزاس أورازالييف (مواليد 2 يناير 1980) هو ملاكم كازاخستاني، مثّل بلاده في الألعاب الأولمبية الصيفية 2000.

## روابط خارجية
أولزاس أورازالييف على موقع اللجنة الأولمبية الدولية (الإنجليزية)
- أولزاس أورازالييف على موقع أوليمبيديا (الإنجليزية)